# Église Saint-Quentin de Fressenneville
L'église Saint-Quentin de Fressenneville est située à Fressenneville, dans le département de la Somme, à l'ouest d'Abbeville.

## Historique
L’actuelle église paroissiale Saint-Quentin de Fressenneville remplace une église précédente construite aux XVIe et XVIIe siècles. A la fin du XIXe siècle, on jugea son état trop délabré et plutôt que de restaurer l'édifice, on résolut de la démolir et de construire un nouveau sanctuaire. Une souscription publique fut lancée en 1900.
Les architectes abbevillois Marchand père et fils furent sollicité pour en concevoir les plans et diriger la construction mais un conflit ayant opposé les architectes à l'entrepreneur, la municipalité de Fressenneville confia la direction des travaux à Paul Delefortrie qui modifia légèrement les plans initiaux,. C'est Édouard Riquier propriétaire d'une usine de serrurerie et maire de la commune qui finança en grande partie la construction de l'église au début du XXe siècle. Mais, un conflit social éclata, en avril 1906, suscité par l'intransigeance patronale ce qui provoqua la révolte des ouvriers qui incendièrent le château, résidence du patron. De ce fait, les travaux de l'église furent interrompus, le clocher demeura inachevé. La décoration intérieure s'est poursuivie jusque l'entre-deux-guerres.

## Caractéristiques

### Extérieur
L'église de style néo-gothique a été construite en brique selon un plan basilical traditionnel avec nef, transept et chœur à abside polygonale. La pierre a été utilisée pour les parties saillantes : encadrement des fenêtres, des portails, arcades en haut du clocher. Le clocher-porche massif est flanqué s'une tourelle d'escalier sur la côté droit. Il n'a jamais été achevé.

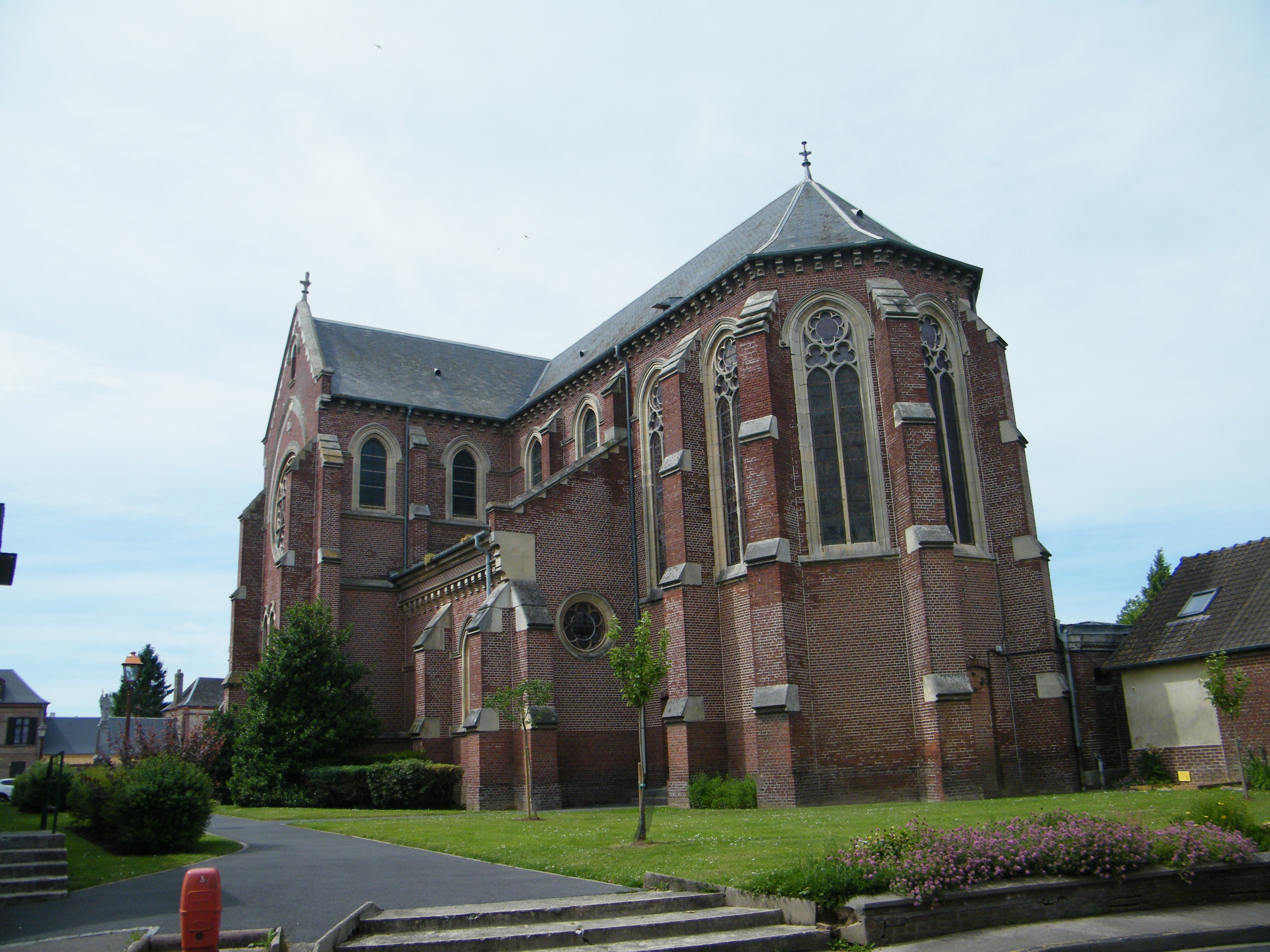

### Intérieur
L'église conserve quelques éléments protégés en tant que monuments historiques :
- un croix pattée, sans ornement du XVIe siècle[5] ;
- un Christ en croix en bois du XIXe siècle[6] ;
- des vitraux réalisés par le peintre-verrier Louis Koch en 1905[3],[7].

Le maître-autel en bois est décoré de clefs entrelacées sculptées, symbole de l'activité industrielle du Vimeu. Une fresque commémorative des morts pour la France a été réalisée dans les années 1920 par l’atelier parisien Gaudin. L'édifice renferme un tableau mural, copie d’une affiche de théâtre de 1909 réalisée pour la pièce Le Procès de Jeanne d’Arc d'Émile Moreau où Sarah Bernhardt est représentée en Jeanne d'Arc.
.